# سیارک ۵۸۵۲
سیارک ۵۸۵۲ (به انگلیسی: 5852 Nanette، نامگذاری:1991HO) پنج هزار و هشتصد و پنجاه و دومین سیارک کشف شده‌است که در ۱۹ آوریل ۱۹۹۱ کشف شد.
قدر مطلق سیارک برابر ۱۲٫۳۰ است.